# Gollachgau
Der Gollachgau ist ein flachwelliger, stark agrarisch geprägter Landschaftsraum im Nordwesten von Mittelfranken. Der Name stammt vom Fluss Gollach, der als Hauptfluss die Landschaft von Osten nach Westen durchfließt. Gemeinsam mit dem landschaftlich sehr ähnlichen nordwestlich angrenzenden unterfränkischen Ochsenfurter Gau bildet er innerhalb der Mainfränkischen Platten die naturräumliche Haupteinheit Ochsenfurter Gau und Gollachgau.

## Einordnung
Der Gollachgau liegt im Nordwesten Mittelfrankens auf halber Strecke zwischen Würzburg und Ansbach. Der im Südosten Unterfrankens gelegene Ochsenfurter Gau ist die naturräumliche Fortsetzung des Gollachgaus. Die Grenze der Landschaften entspricht in etwa der Grenze der Regierungsbezirke, die hier in Teilen einer Wasserscheide zwischen Maindreieck und Tauber folgt. Nordöstlich des Gollachgaus liegt der Steigerwald, im Südosten die Windsheimer Bucht. Das Taubertal im Südwesten durchschneidet die südlich gelegene Hohenloher Ebene.

## Geologie
Die Landschaft liegt geologisch im wenig verfalteten Unterkeuper der überwiegend aus Tonstein und Mergel mit einzelnen Kalksteinbänken und Sandsteinschüttungen besteht. Bereichsweise werden in Tälern die Kalksteine des darunter liegenden Oberen Muschelkalks angeschnitten. Im Osten, nahe dem Steigerwald, treten die teils Gips führenden tonigen Gesteine des Gipskeupers auf. In den Eiszeiten wurde fast flächendeckend Löss abgelagert.

## Klima und Landschaft
Das Klima ist ganzjährig feucht mit Niederschlägen um 600–640 mm pro Jahr bei jährlichen Durchschnittstemperaturen um 8,5 °C. Das Relief ist wegen der relativ weichen Gesteine des Unterkeupers flachwellig. Die Höhenlagen liegen um 300–340 m ü. NN. Die Gollach und ihre Zuflüsse gliedern die Landschaft. Ab Aub schneidet sich die Gollach immer tiefer in die harten Kalksteine des Muschelkalks ein. Im Bereich der Kleinstadt Uffenheim, dem Hauptort des Gollachgaus, werden im Zentralbereich einer tektonischen Aufwölbung (Uffenheimer Sattel) ebenfalls mehrere Meter Muschelkalk angeschnitten. Auch hier sind die Talflanken deutlich steiler ausgeprägt.
Der Löss kleidet die gesamte Landschaft aus und sorgt für den sanftwelligen Charakter des Reliefs. Im Löss konnten sich in den letzten 12.000 Jahren sehr fruchtbare Böden entwickeln.

## Mensch
Die guten Böden, das günstige Klima und das geringe Relief sind die Grundlage für die starke ackerbauliche Prägung des Raumes. Die Dorfkerne sind von fränkischen Dreiseitgehöften geprägt. Die Zentrumseigenschaft von Uffenheim zeigt sich demgegenüber in großen Amts- und Bürgerhäusern sowie einer (teils erhaltenen) Ummauerung. In den Baumaterialien der Gebäude und Skulpturen in der Region macht sich die Geologie bemerkbar. Der gut zu bearbeitende Werksandstein des Unterkeupers und die harten Kalksteine des Muschelkalks fanden ihren Eigenschaften entsprechend Verwendung.
Durch die Nord-Süd verlaufende Bundesautobahn 7 und die Bahnstrecke Treuchtlingen – Ansbach – Würzburg ergibt sich eine relativ verkehrsgünstige Lage des Gollachgaus. Innerhalb des Raums hat Uffenheim noch immer eine zentrale Versorgungsfunktion. Die administrative Bedeutung hat die Kleinstadt dagegen 1972 zum Teil einbüßen müssen, als der Landkreis Uffenheim im Landkreis Neustadt an der Aisch-Bad Windsheim aufging.